# Reprezentacja Andory w piłce wodnej mężczyzn
Reprezentacja Andory w piłce wodnej mężczyzn – zespół, biorący udział w imieniu Andory w meczach i sportowych imprezach międzynarodowych w piłce wodnej, powoływany przez selekcjonera, w którym mogą występować wyłącznie zawodnicy posiadający obywatelstwo andorskie. Za jej funkcjonowanie odpowiedzialny jest Andorski Związek Pływacki (FAN), który jest członkiem Międzynarodowej Federacji Pływackiej.

## Historia
Reprezentacja Andory rozegrała swój pierwszy oficjalny mecz w eliminacjach do Mistrzostw Europy.

## Udział w turniejach międzynarodowych

### Igrzyska olimpijskie
Reprezentacja Andory żadnego razu nie występowała na Igrzyskach Olimpijskich.

### Mistrzostwa świata
Dotychczas reprezentacji Andory żadnego razu nie udało się awansować do finałów MŚ.

### Puchar świata
Andora żadnego razu nie uczestniczyła w finałach Pucharu świata.

### Mistrzostwa Europy
Andorskiej drużynie żadnego razu nie udało się zakwalifikować do finałów ME.